# Marmur

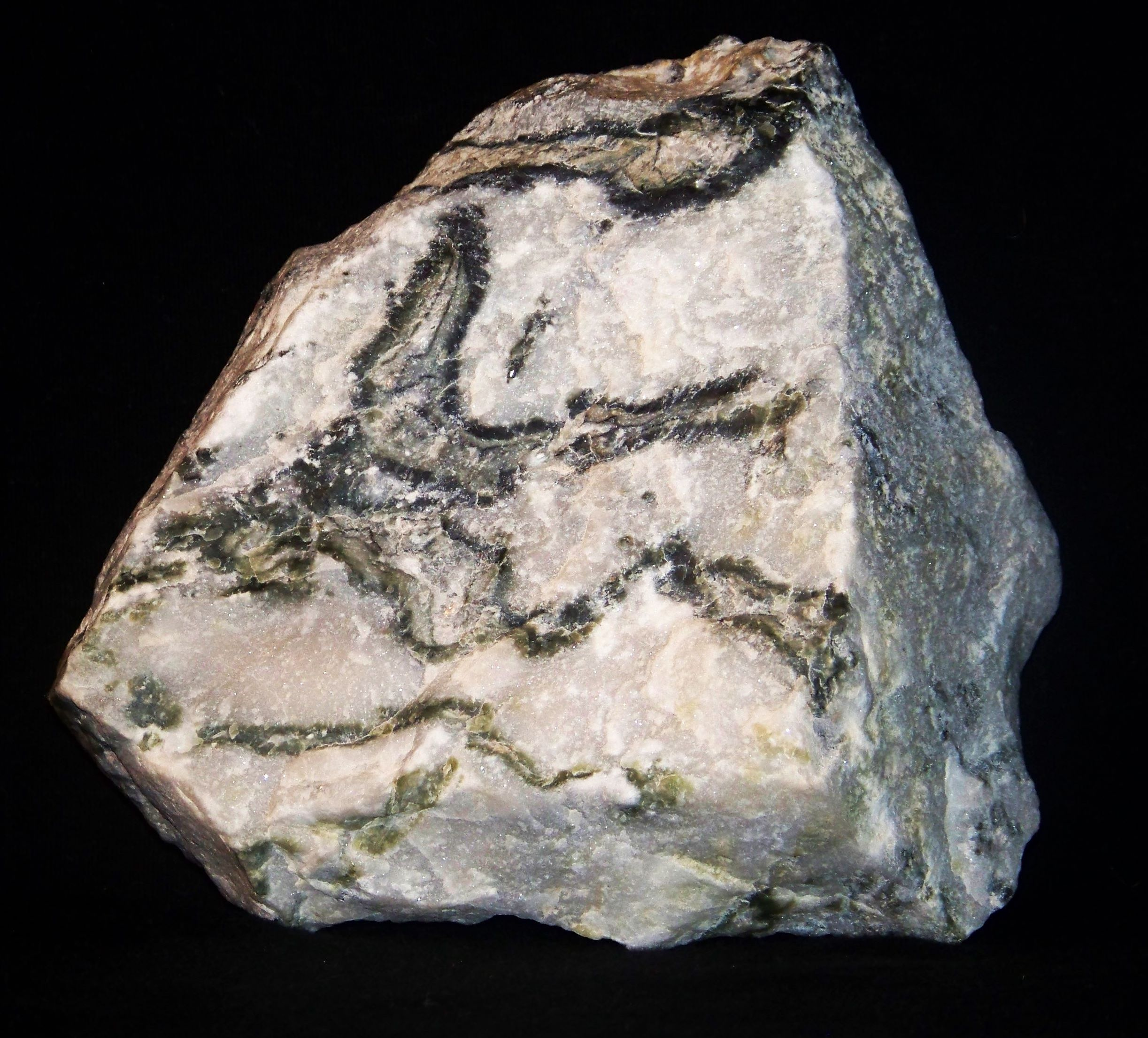
Marmur dolomitowy z żyłkami serpentynitu, Rędziny, Dolny Śląsk

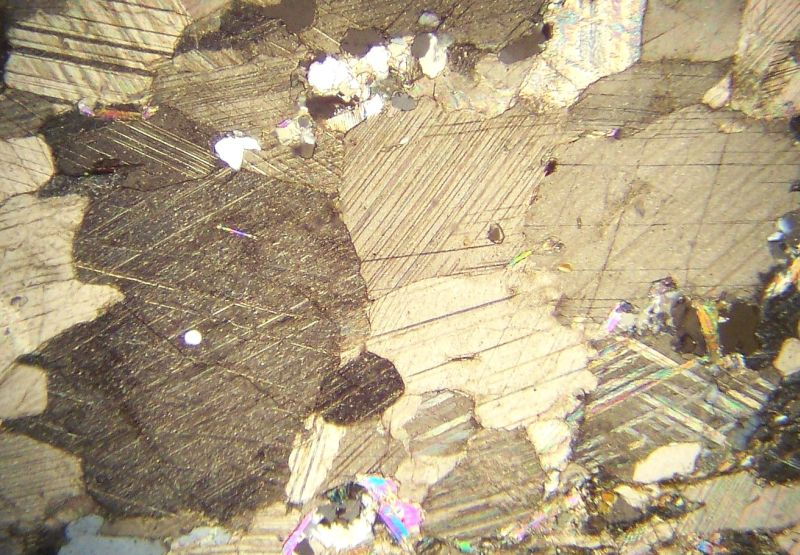
Szlif cienki marmuru

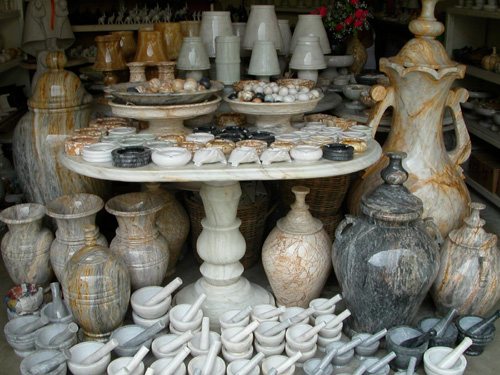
Wyroby z marmuru

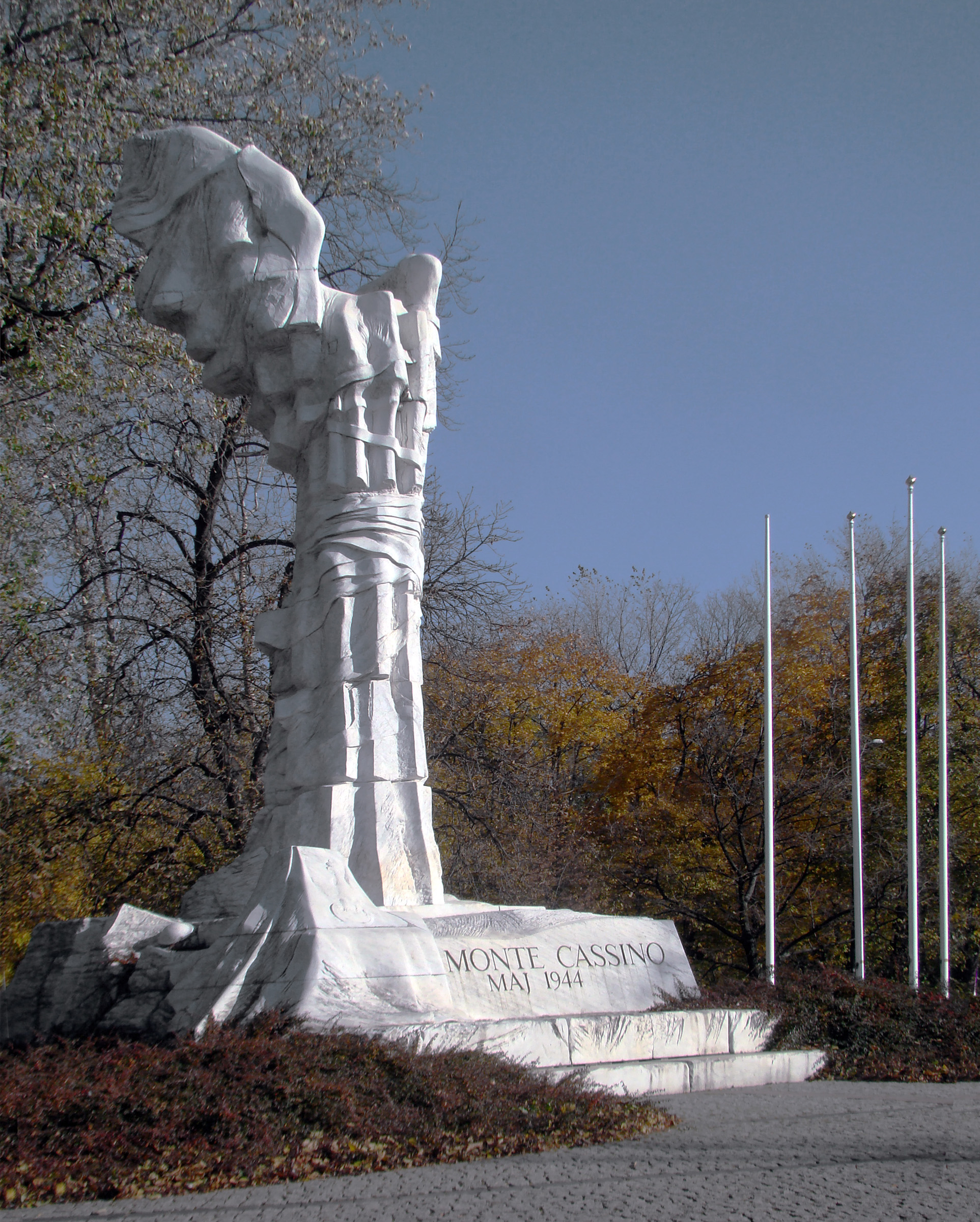
Marmurowy Pomnik Bitwy o Monte Cassino w Warszawie inspirowany starożytną rzeźbą Nike z Samotraki

Marmur (od łac. marmor, z stgr. μάρμαρος marmaros) – skała metamorficzna powstała z przeobrażenia wapieni, rzadziej dolomitów. Składa się głównie z krystalicznego kalcytu lub dolomitu (marmur dolomitowy). Jest jednym z najtwardszych kamieni wśród skał krystalicznych. Niewielka część geologów jako marmur definiuje wyłącznie skały węglanowe, przeobrażone w warunkach głębokiego metamorfizmu strefy kata (temperatury 500-700 °C, wysokie ciśnienie), nazywając skały przeobrażone w strefach niższego metamorfizmu (epi i mezo) wapieniem krystalicznym. Przeważnie jednak terminu „wapień krystaliczny” używa się w przypadku skał metamorficznych jako synonimu marmuru dla każdej skały węglanowej poddanej metamorfizmowi.

## Opis
Charakteryzuje się drobnoziarnistą strukturą, co ułatwia jego obróbkę i szlifowanie. Ma dużą wytrzymałość na zgniecenie, ale mniejszą odporność na warunki atmosferyczne, co sprawia, że częściej stosuje się go do dekoracji wnętrz budynków niż na zewnątrz. 

## Wydobycie
Od starożytności stosowany jako cenny materiał budowlany, rzeźbiarski oraz architektoniczny. Znane marmury (biały marmur) wydobywa się w Carrarze we Włoszech, a gorsze jakościowo odmiany tego marmuru importowane są do Polski na okładziny ścian, schodów, filarów oraz na posadzki i podobne zastosowania. Marmur wydobywa się też na chorwackiej wyspie Brač. 
Marmury wydobywa się przy użyciu różnych urządzeń tnących, nie stosuje się materiałów wybuchowych, gdyż prowadzą one do spękania skał i drastycznej redukcji bloczności złoża, co uniemożliwia wydobycie bloków na tyle dużych, by pociąć je na płyty okładzinowe lub przeznaczyć na rzeźby. Marmury spękane i odpady z produkcji pełnowartościowego marmuru wykorzystuje się do produkcji lastriko lub grysu marmurowego. Marmury zbudowane z dolomitu są podstawą wytwarzania tabletek magnezu.

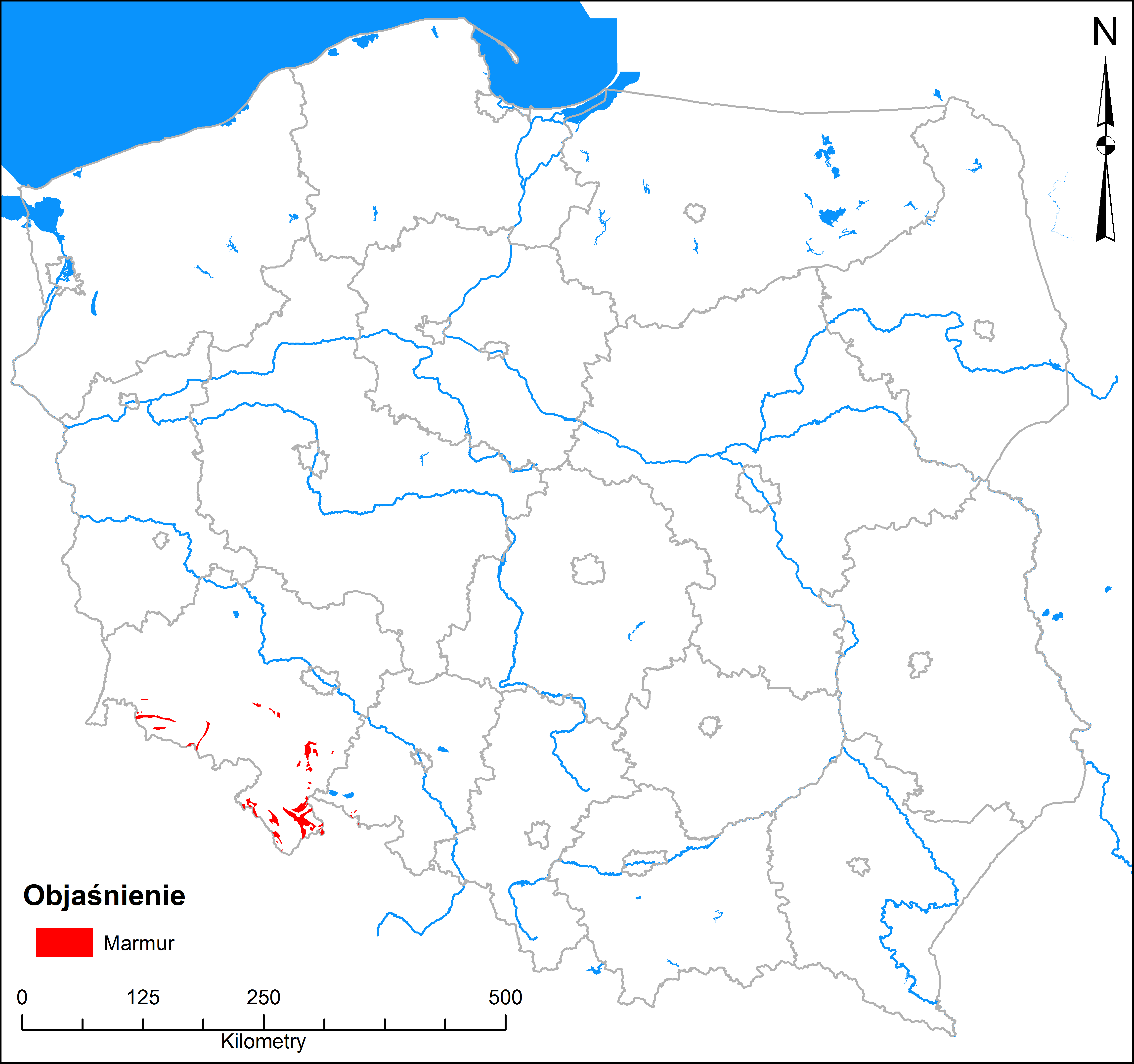
Złoża marmuru w Polsce

W Polsce marmur wydobywany jest wyłącznie w Sudetach, przede wszystkim w Masywie Śnieżnika, gdzie występuje w dwóch odmianach kolorystycznych, jako „Biała Marianna” (na górze Krzyżnik) i „Zielona Marianna”. Marmury wydobywane są też w Krzeszowicach koło Krakowa. Z kolei złoże marmuru szarego z odcieniem niebieskawym znajduje się w Sławniowicach. Eksploatuje się także dolomity przeobrażone (nazywane przez większość geologów marmurem lub dolomitem krystalicznym) w Rędzinach.
Nazwy „marmur” używa się w kamieniarstwie także do węglanowych skał osadowych, które przyjmują poler (pod wpływem polerowania ich powierzchnia staje się silnie błyszcząca). Jest to nazwa naukowo nieprawidłowa, ale silnie zakorzeniona wśród kamieniarzy. W Polsce tego typu „marmury” wydobywane są licznie w Górach Świętokrzyskich. W okresie przedwojennym niektórzy właściciele kopalń wapienia w celu podniesienia ich rangi nadawali mu handlową nazwę „marmur kielecki”. Później pojawiły się kolejne określenia: „marmur dębnicki” czy „marmur chęciński” itp. Należy jednak pamiętać, że marmur i wapień należą do zupełnie odmiennych grup skał pod względem ich pochodzenia.

## Galeria

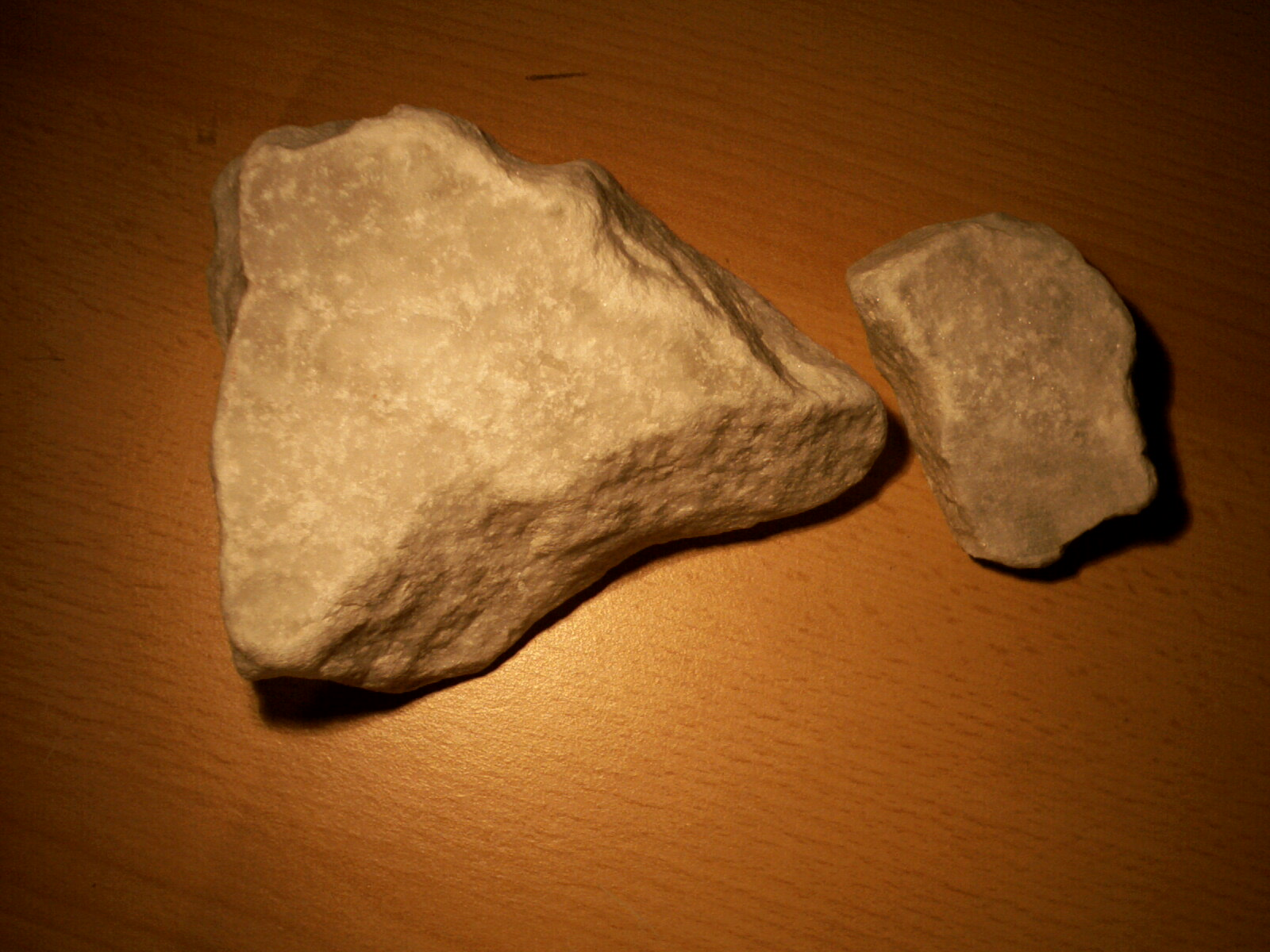
Marmur – skała
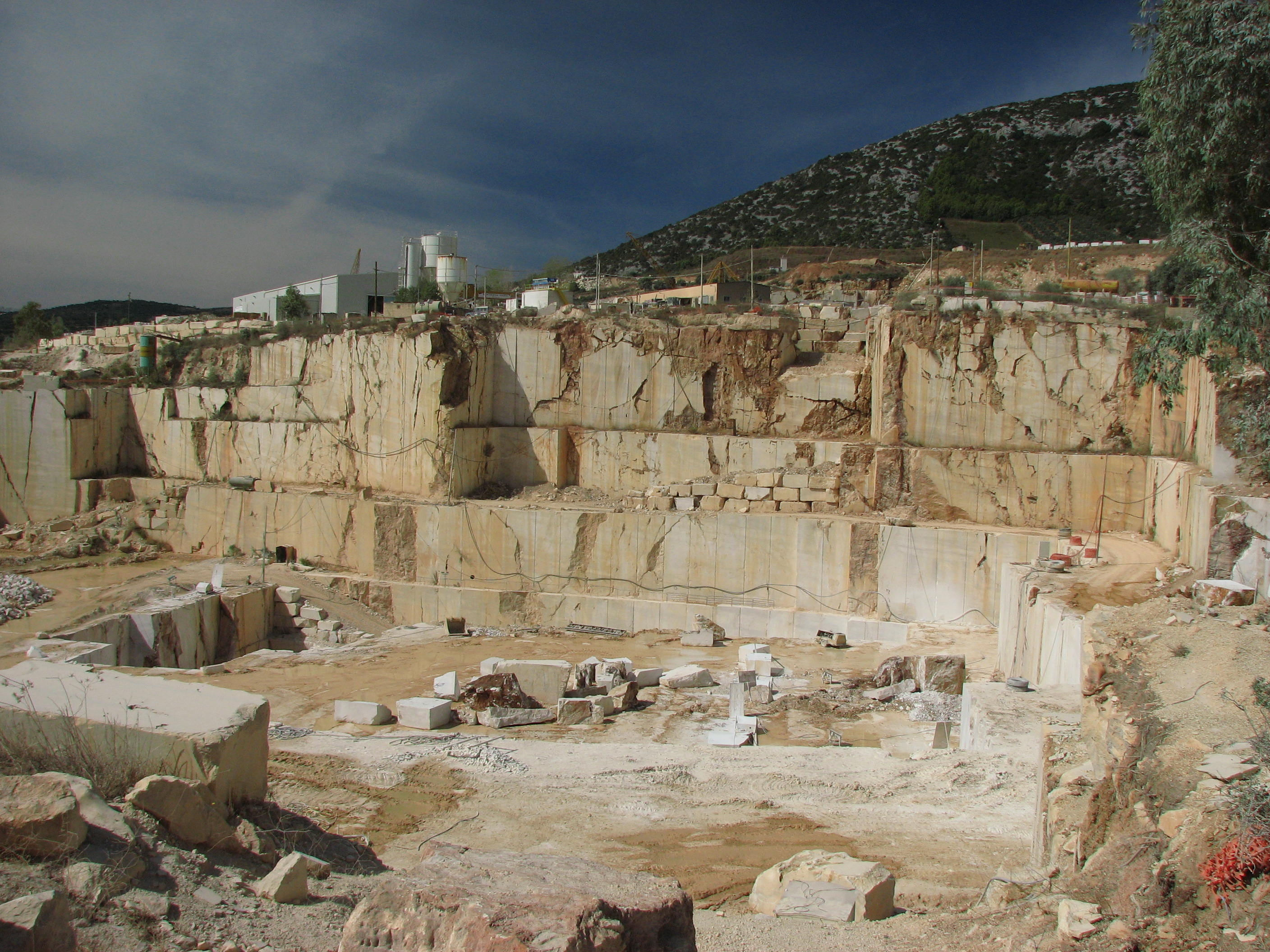
Kamieniołom – wydobywanie marmuru
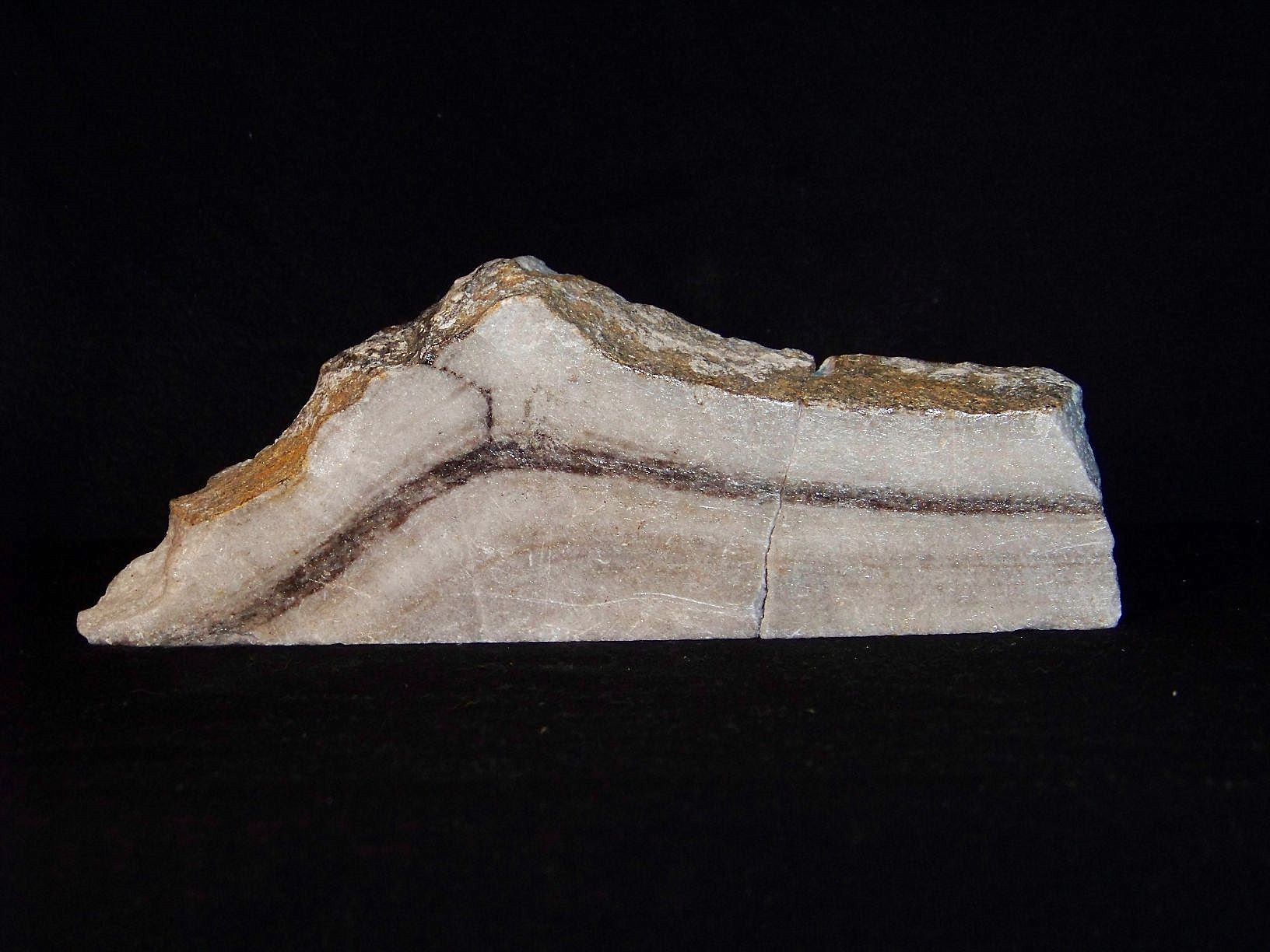
Marmur w formie zgładu
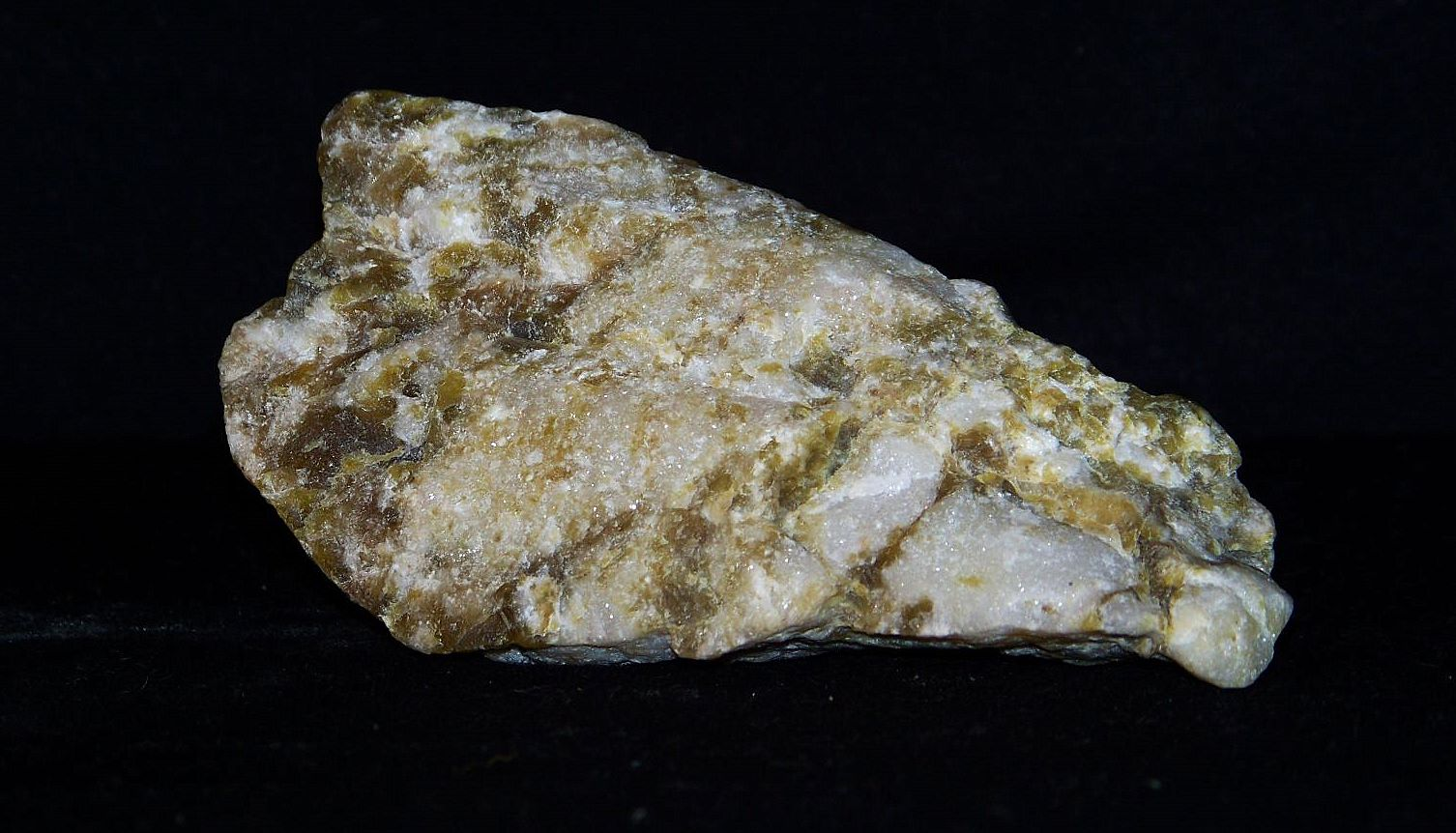
Marmur z lizardytem